# Jämtkraft Arena
Jämtkraft Arena är en fotbolls- och evenemangsarena i Östersund. Den är belägen på Stadsdel Norr, nära Östersunds skidstadion, Östersund arena och Arctura. Arenan invigdes den 13 juli 2007.

## Användning
Arenan består av två fjärrvärmeuppvärmda fotbollsplaner med konstgräs, två restauranger, en VIP-lounge med 120 sittplatser, kontor, omklädningsrum, medierum med mera. Östersunds FK (ÖFK), som spelar i Superettan har Jämtkraft Arena som hemmaarena. Arenans publikrekord på 8 369 åskådare sattes den 13 april 2017 när Östersunds FK mötte IFK Norrköping (4-1) i finalen i Svenska cupen.
Arenan har 8 466 platser och den tillhör den högsta kategorin (kategori 4) enligt UEFA:s rankingssystem för arenor. Jämtkraft AB är sedan 2007 huvudsponsor till arenan.

## Historia
Efter Fältjägarregementet I5:s nedläggning 2005-2006 såldes regementsområdet till Peab och Maths O Sundqvists bolag Fabös. Området skulle exploateras, en ny stadsdel började byggas och en del i detta var uppförandet av en ny fotbolls- och evenemangsarena.
Den första matchen som spelades på arenan var en träningsmatch mellan ÖFK och Swansea City, den 14 juli 2007.
I januari 2012 stod arenan värd för en skotercrosstävling under SM-veckan, detta var första gången i världen som en sådan bana byggts på en eluppvärmd konstgräsplan. 4 100 personer såg tävlingen, vilket innebar nytt publikrekord.
I samband med ÖFK:s avancemang till Superettan, år 2013, byggdes en ståplatsläktare vid den norra kortsidan och en restaurang uppfördes vid den södra kortsidan. Utöver detta uppgraderades arenan på ett flertal punkter för att vara godkänd för spel i Superettan.
År 2016, när ÖFK tog klivet upp i Allsvenskan, gjordes ytterligare ombyggnationer för ungefär 11 miljoner kronor. Bland annat flyttades restaurangen från den södra kortsidan till bredvid den norra läktaren och en ny ståplatsläktare uppfördes i dess ställe, vilket gjorde att publikkapaciteten ökade från drygt 6 000 till 8 466. Fler försäljningsställen och toaletter, uppgraderad belysning och ökat antal platser för media var andra åtgärder som också gjordes.
2017 vann ÖFK Svenska cupen och de fick därmed chans att kvalificera sig för spel i Europa League. För att vara godkänd för spel i Europa enligt Uefas krav var arenan tvungen att uppgraderas på ett rad punkter; bland annat byggdes de båda ståplatsläktarna på kortsidorna om till sittplatsläktare för att nå kravet på minst 8 000 sittplatser, området kring arenan asfalterades och planen breddades från 65 till 68 meter. Att kortsidesläktarna fick sittplatser gjorde att den totala publikkapaciteten sjönk till dagens 8 143 platser trots att den norra läktaren byggdes ut. Totalt uppgraderades arenan för ungefär 20-25 miljoner kronor.

## Läktarplatser
- Norra läktaren: 1744 sittplatser
- Södra läktaren: 1308 sittplatser
- Östra läktaren: 2980 sittplatser
- Västra läktaren: 2095 sittplatser
- Handikapplatser: 16 sittplatser

Totalt 8 466 sittplatser. Utöver dessa ryms 600 personer i restaurangen vid den norra läktaren.

## Högsta publiksiffror
Senast uppdaterad 15 februari 2018
|    | Evenemang            | Deltagare            | Datum             | Resultat | Åskådarantal |
| -- | -------------------- | -------------------- | ----------------- | -------- | ------------ |
| 1  | Final, Svenska cupen | ÖFK - IFK Norrköping | 13 april 2017     | 4-1      | 8 369        |
| 2  | Allsvenskan          | ÖFK - GIF Sundsvall  | 6 augusti 2016    | 4-0      | 8 208        |
| 3  | Allsvenskan          | ÖFK - Djurgårdens IF | 20 augusti 2016   | 1-0      | 8 027        |
| 4  | Uefa Europa League   | ÖFK - Hertha Berlin  | 28 september 2017 | 1-0      | 8 009        |
| 5  | Uefa Europa League   | ÖFK - Arsenal        | 15 februari 2018  | 0-3      | 8 009        |
| 6  | Uefa Europa League   | ÖFK - Athletic Club  | 19 oktober 2017   | 2-2      | 7 840        |
| 7  | Allsvenskan          | ÖFK - GIF Sundsvall  | 3 juni 2017       | 3-1      | 7 821        |
| 8  | Uefa Europa League   | ÖFK - Zorya Luhansk  | 23 november 2017  | 2-0      | 7 754        |
| 9  | Allsvenskan          | ÖFK - Malmö FF       | 28 maj 2016       | 1-4      | 7 739        |
| 10 | Allsvenskan          | ÖFK - AIK            | 7 april 2016      | 0-2      | 7 371        |

## Evenemang
Bland annat Conifa - World Football Cup, SM i Stadioncross, Storsjöcupen, Cirkus Scott och Rhapsody in rock.

## Bilder

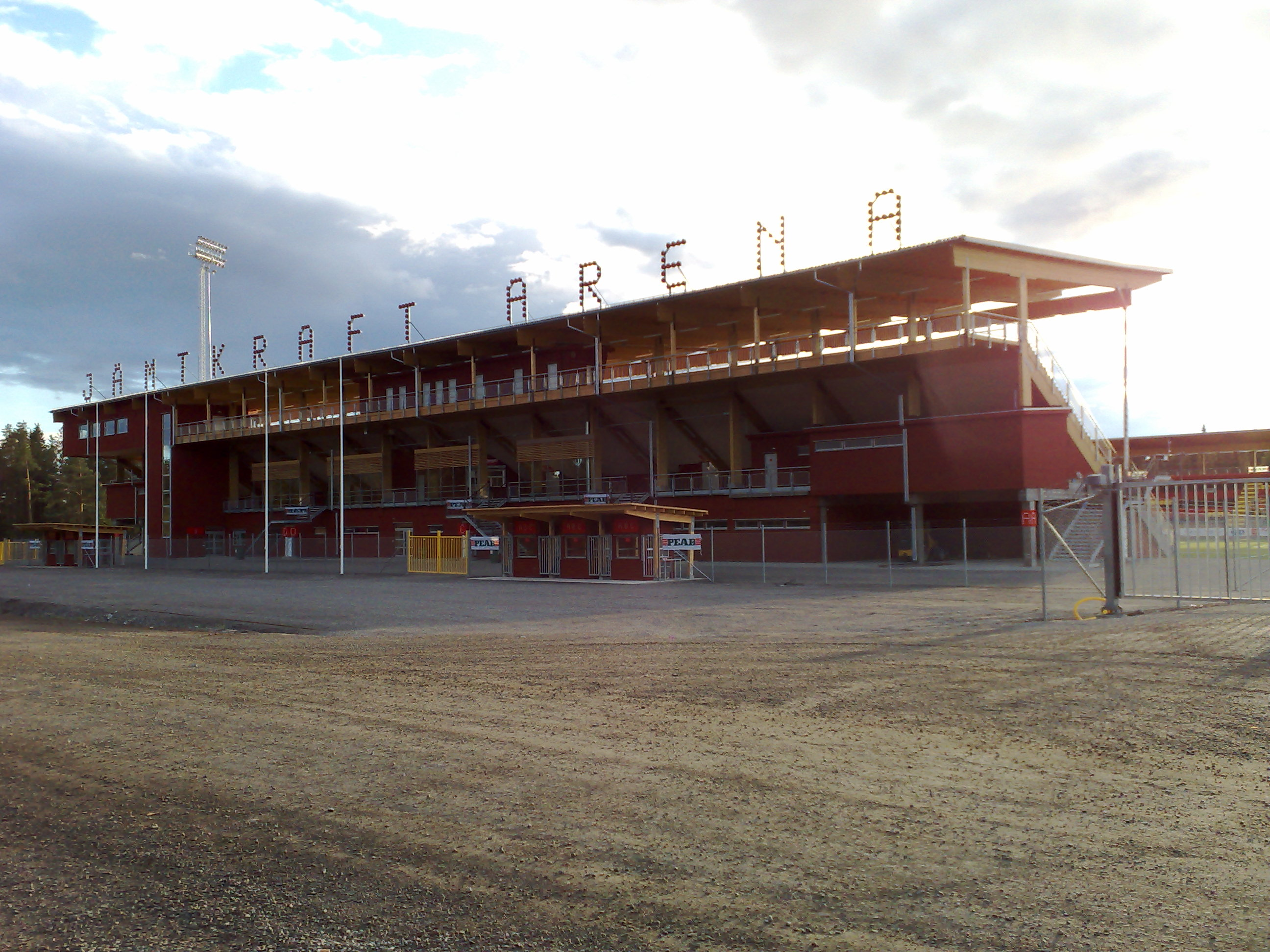
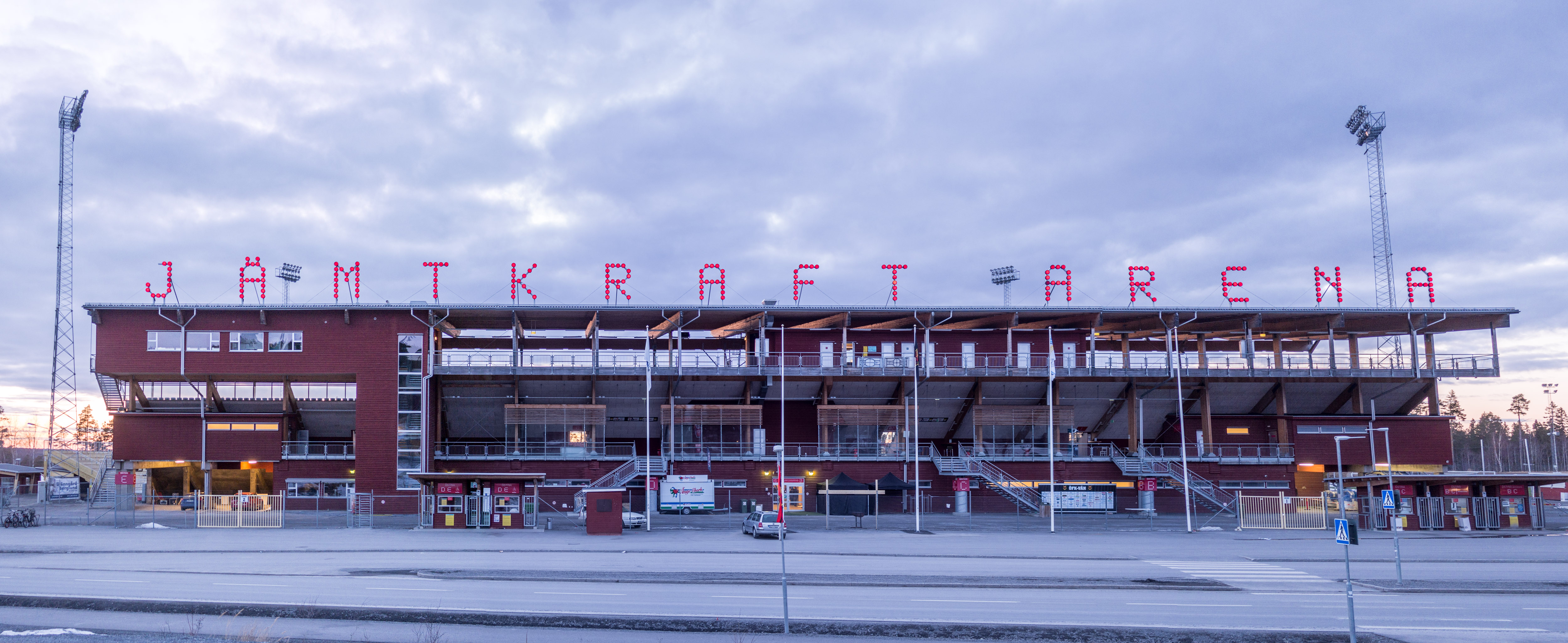
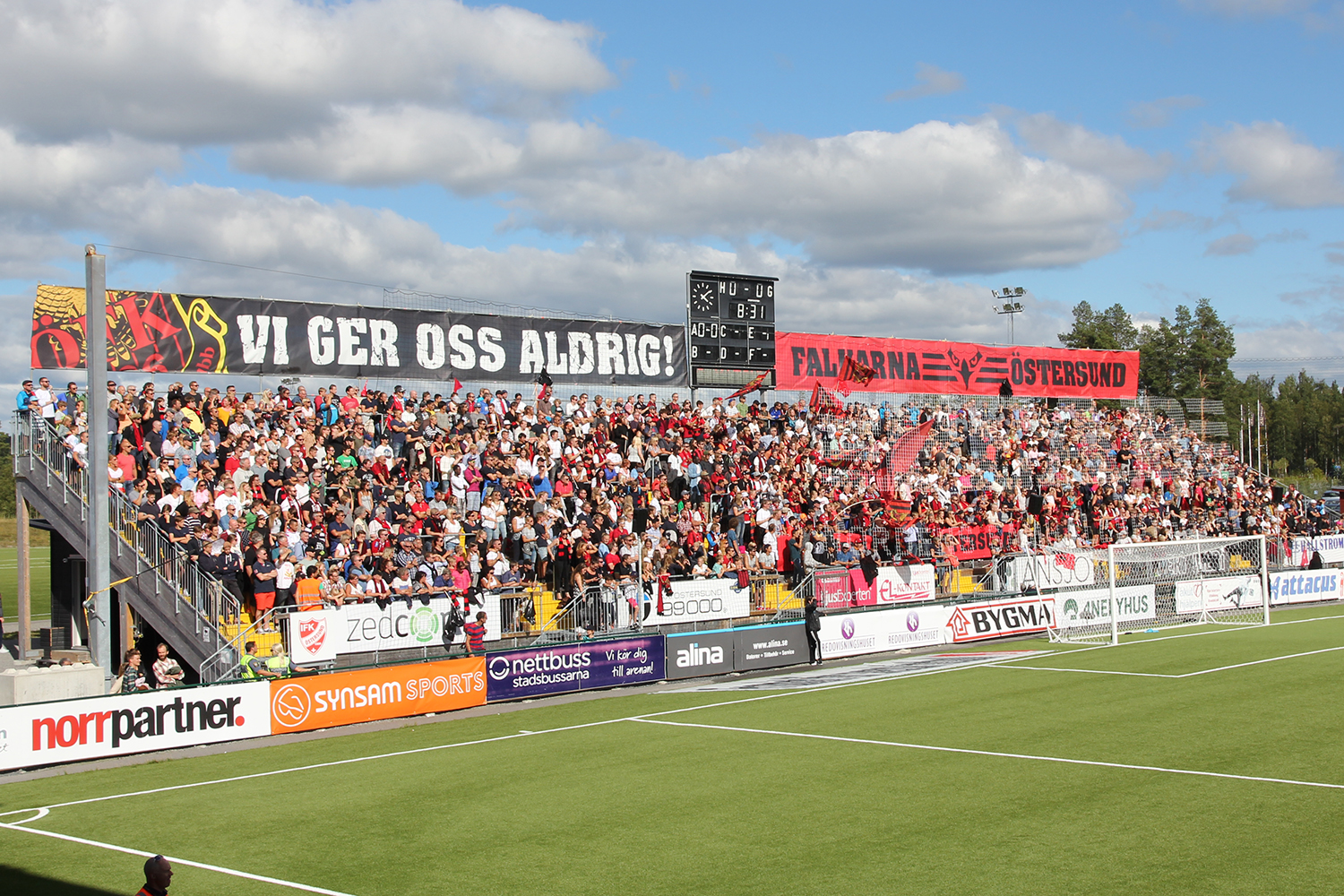
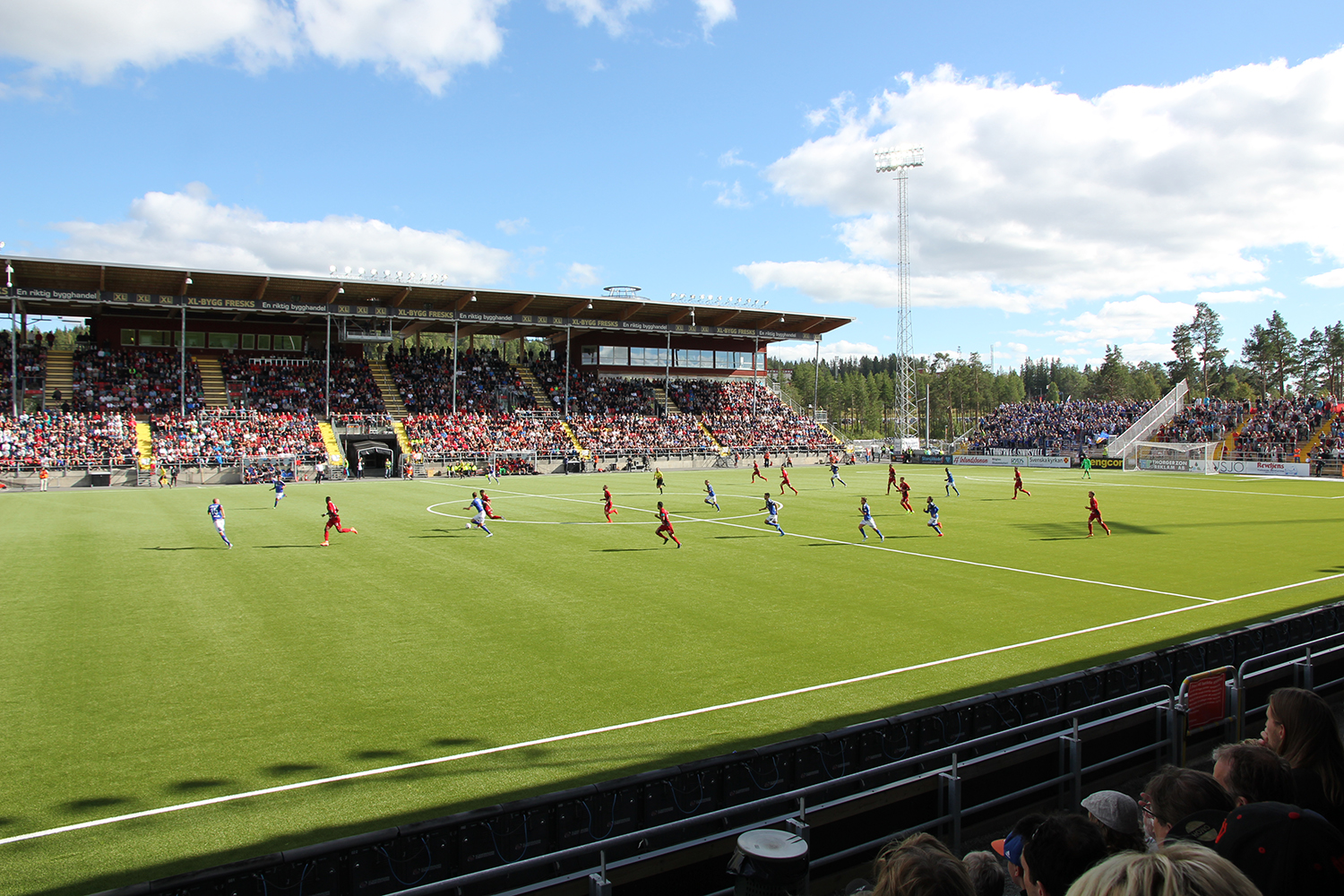

### Fotnoter
1. ↑  http://www.ostersundsfk.se/klubben/jamtkraft-arena/
2. ↑  Anna-Karin Pernevill (20 oktober 2015). ”10 år i Östersund”. Länstidningen Östersund. http://www.ltz.se/jamtland/ostersund/10-ar-i-ostersund. Läst 29 oktober 2015.
3. 1 2  ”Evenemangsarena: Jämtkraft Arena”. www.ostersund.se. Arkiverad från originalet den 11 april 2019. https://web.archive.org/web/20190411100838/https://www.ostersund.se/uppleva-och-gora/evenemang/arenor-for-stora-evenemang/evenemangsarena-jamtkraft-arena.html. Läst 5 augusti 2018.
4. ↑  ”Östersunds Fotbollsklubb  » Nyheter   » Blixtbygger läktare för Europa League”. www.ostersundsfk.se. Arkiverad från originalet den 25 september 2017. https://web.archive.org/web/20170925230657/http://www.ostersundsfk.se/2017/08/blixtbygger-laktare-for-europa-league/. Läst 25 september 2017.
5. ↑  ”Nya rum i samverkan”. Arkiverad från originalet den 27 november 2016. https://web.archive.org/web/20161127152937/http://webbutik.skl.se/bilder/artiklar/pdf/7164-424-4.pdf. Läst 26 november 2016.
6. ↑  ”Jämtkraft arena - skiss på utbyggnad och fakta - Östersund.se”. www.ostersund.se. Arkiverad från originalet den 28 februari 2017. https://web.archive.org/web/20170228070741/http://ostersund.se/om-webbplatsen/nyhetsarkiv/nyhetsarkiv/2016-02-09-jamtkraft-arena---skiss-pa-utbyggnad-och-fakta.html. Läst 26 november 2016.
7. ↑  ”Jämtkraft Arena är redo för Europa League-kval - Östersund.se”. www.ostersund.se. Arkiverad från originalet den 25 september 2017. https://web.archive.org/web/20170925230347/http://www.ostersund.se/om-webbplatsen/nyhetsarkiv/nyhetsarkiv/2017-07-11-jamtkraft-arena-ar-redo-for-europa-league-kval.html. Läst 25 september 2017.
8. ↑  ”Kommunen rustar för Europaspel - för miljonbelopp”. Aftonbladet. http://www.aftonbladet.se/sportbladet/fotboll/a/97Ppd/kommunen-rustar-for-europaspel-for-miljonbelopp. Läst 10 juni 2017.